# الحناجر (همدان)

تعديل مصدري - تعديل

الحناجر هي إحدى قرى عزلة ربع همدان بمديرية همدان التابعة لمحافظة صنعاء، يبلغ تعداد سكانها 297 نسمة حسب تعداد اليمن لعام 2004.